# Saint-Hilaire-le-Châtel
Saint-Hilaire-le-Châtel là một xã trong tỉnh Orne, vùng Normandie tây bắc nước Pháp. Xã Saint-Hilaire-le-Châtel nằm ở khu vực có độ cao trung bình 176 mét trên mực nước biển.